# Max Chamberlain
Max Chamberlain (Los Angeles, 24 febbraio 1997) è un pallavolista statunitense, nel ruolo di centrale.

## Carriera

### Club
La carriera di Max Chamberlain inizia nei tornei scolastici californiani, ai quali partecipa con la John Burroughs HS. Dopo il diploma partecipa alla lega universitaria NCAA Division I con la dal Pepperdine, facendo parte dei Waves dal 2016 al 2019.
Nella stagione 2019-20 firma il suo primo contratto professionistico con il Tourcoing, approdando nella Ligue A francese, mentre nella stagione seguente gioca nella Volley League greca con il Kīfisia. Nel campionato 2021-22 approda al Netzhoppers, in 1. Bundesliga, e dopo un biennio coi tedeschi, partecipa alla National Volleyball Association 2023 con i Las Vegas Ramblers.